# Hudson Yards (Manhattan)

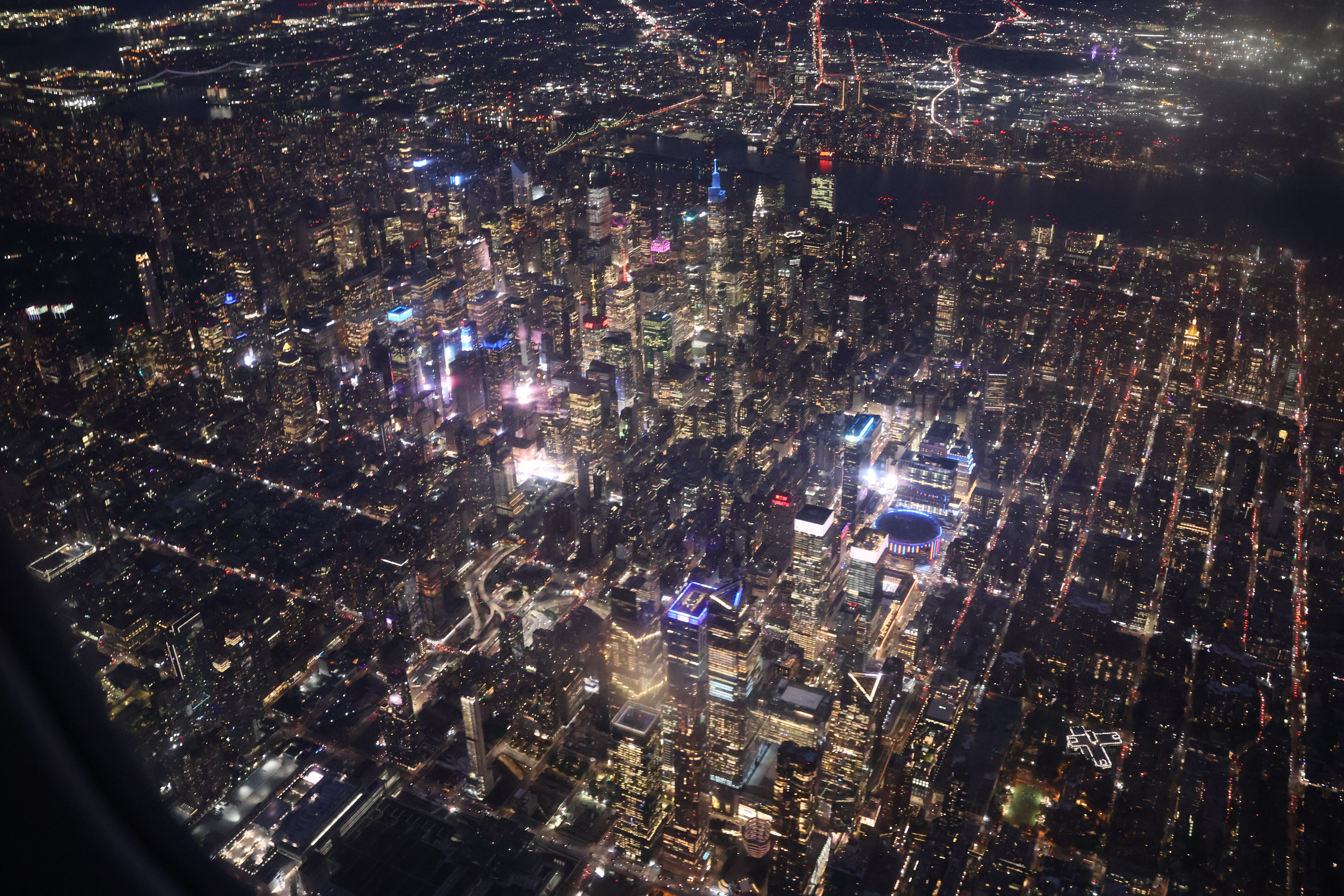
Luftbild mit illuminierten Stadtstrukturen 2023: Ganz vorne Hudson Yards übergehend in Manhattan West, dahinter der runde Madison Square Garden. Mitte links der helle Times Square. Zentrum Midtown Manhattans nimmt oberen linken Bildquadranten ein.

Hudson Yards ist ein Viertel am Westrand des Stadtbezirks Manhattan in New York City, USA. Der Name leitet sich vom Hudson River und vom West Side Yard, einem Abstellbahnhof der Long Island Rail Road (LIRR), ab. Im Viertel Hudson Yards lebten 2020 innerhalb der angegebenen Begrenzung laut US-Census 21.732 Menschen.
Das im Januar 2005 vom New York City Council (Stadtrat) neu ausgewiesene Viertel ist Standort eines groß angelegten Sanierungsprogramms, das im Rahmen einer Reihe von Vereinbarungen zwischen dem Bundesstaat New York, der Stadt New York und der Metropolitan Transportation Authority (MTA) geplant, finanziert und gebaut wird. Ziel ist die Erweiterung des Geschäftsviertels von Midtown Manhattan Richtung Westen bis zum Hudson River.

## Lage

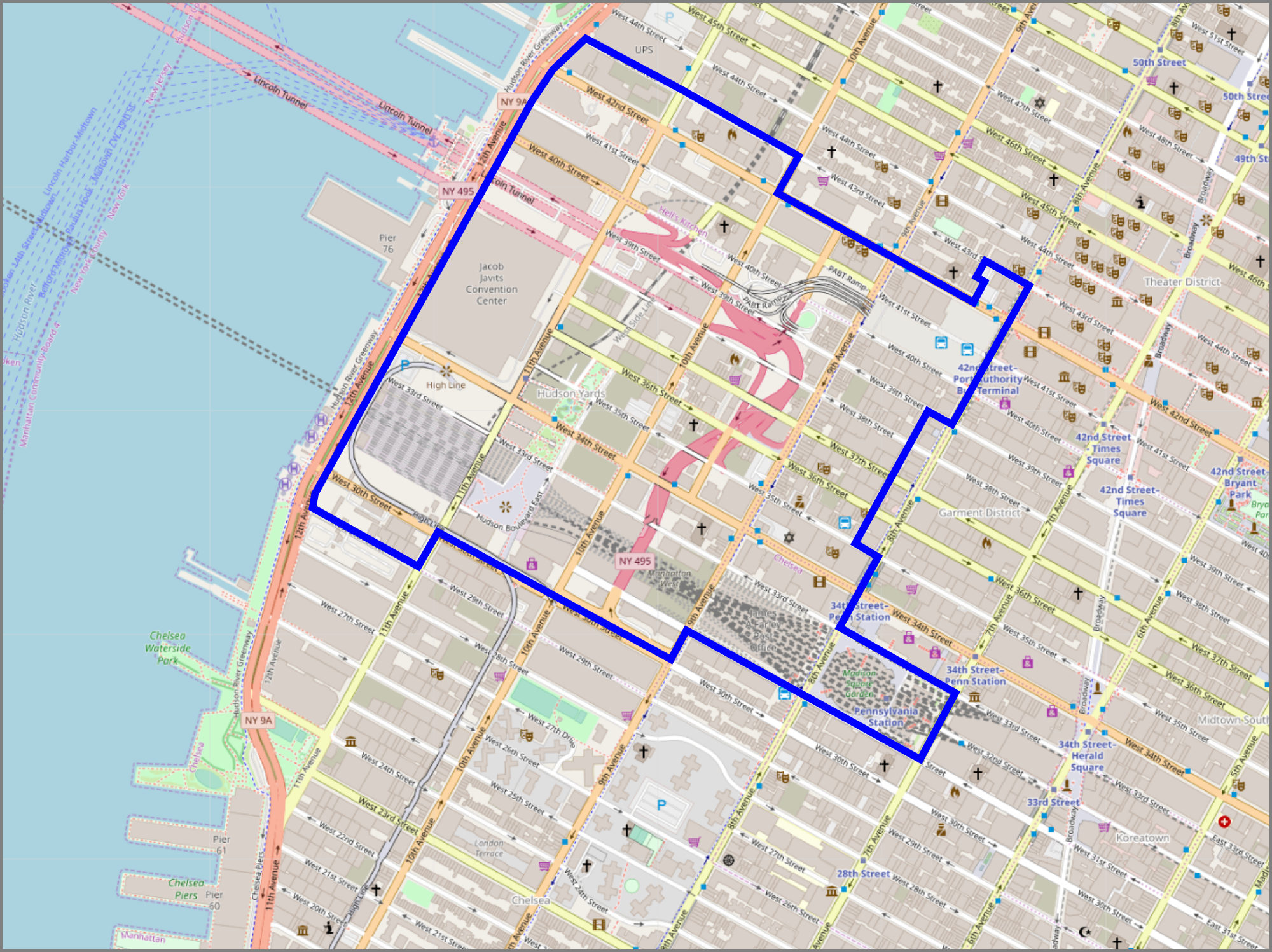
Lage des Stadtviertels

Hudson Yards liegt auf der West Side von Manhattan und wird ungefähr im Süden von der W 30th Street, im Norden von der W 42nd Street, im Westen durch den West Side Highway und im Osten durch die Eighth Avenue begrenzt. Hudson Yards gehört südlich der 34th Street zu Chelsea und nördlich der 34th zu Hell’s Kitchen (Hell’s Kitchen South). Das Viertel schließt das Jacob Javits Convention Center, die Penn Station und einen Teil vom Garment District ein. Hudson Yards ist Teil des Manhattan Community Districts 4 und liegt im Zuständigkeitsbereich des 10. Bezirks des New Yorker Polizeidepartements.

## Geschichte
Das Viertel entstand durch eine Umzonung von Land, in dem eine veraltete restriktive Zonenordnung herrschte. Im Rahmen der Kandidatur New Yorks für die Olympischen Sommerspiele 2012 war vorgesehen, ein Sportstadion auf dem Areal zu bauen. Das West Side Stadium wäre nach den Spielen das Heimstadion der New York Jets geworden. Mit dem neuen Zonenplan von 2005 und seiner Ergänzung von 2009 wurde das Gebiet für den Bau von Wolkenkratzern freigegeben, gleichzeitig wurde es besser mit dem öffentlichen Verkehr erschlossen, indem die New York City Subway die Linie  bis in das neue Viertel verlängerte. Der Zonenplan sieht ein acht Hektar großes Freiflächennetz vor, das mittlerweile fertiggestellt durch die Mitte des neuen Geschäftsviertels führt. Die Bauvorhaben sollen ein neues Geschäftszentrum bilden, ähnlich dem des neuen World Trade Centers. Anfang Dezember 2012 wurde mit den Bauarbeiten begonnen. Am 15. März 2019 wurde die erste Phase des Hudson Yards-Komplexes Komplexes eröffnet, die Fertigstellung von Phase II ist bis 2030 zu erwarten. Manhattan West wurde 2022 fertiggestellt.

## Projekte

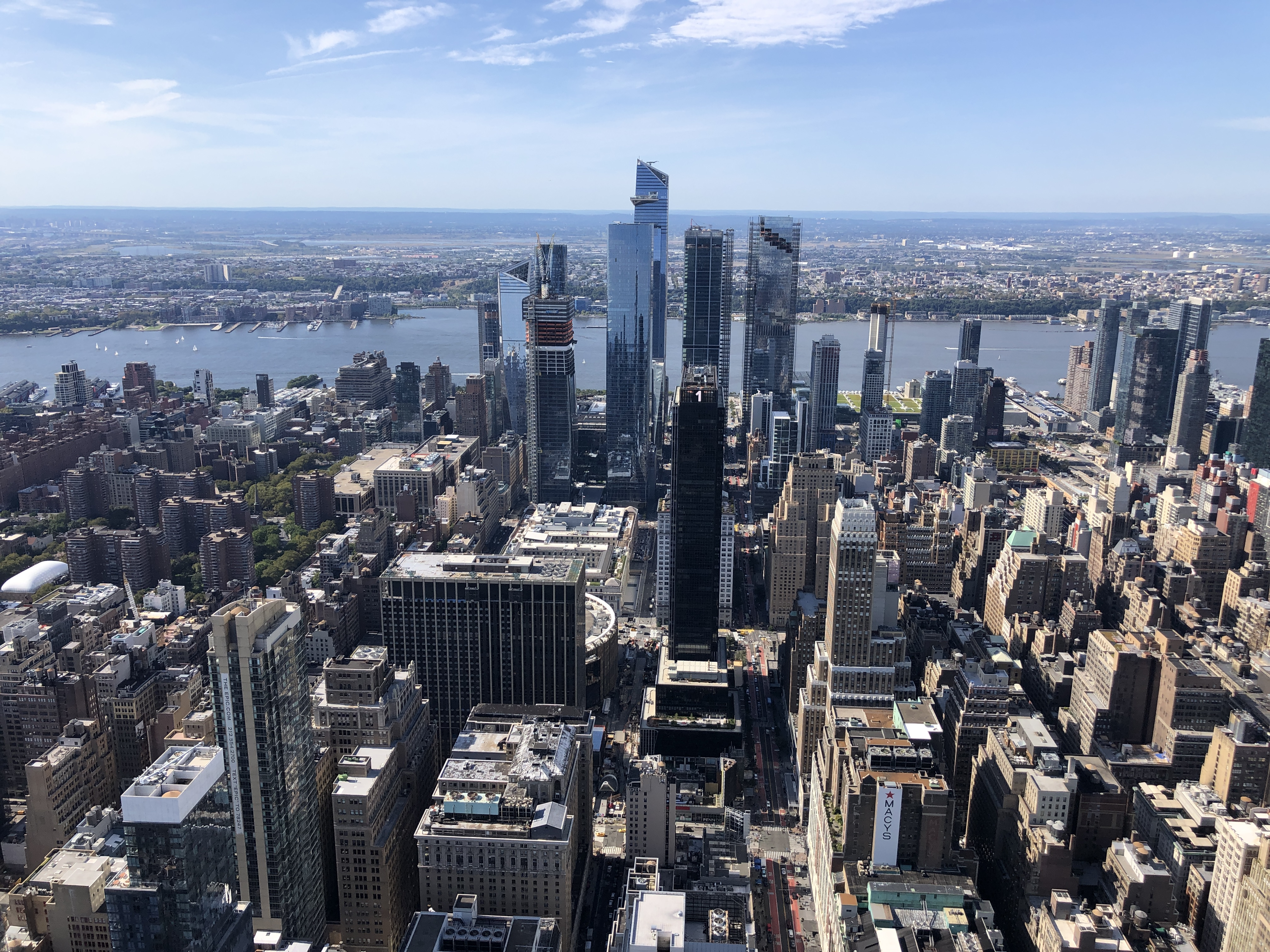
Die Hudson Yards am 2. Oktober 2021, gesehen vom Empire State Building

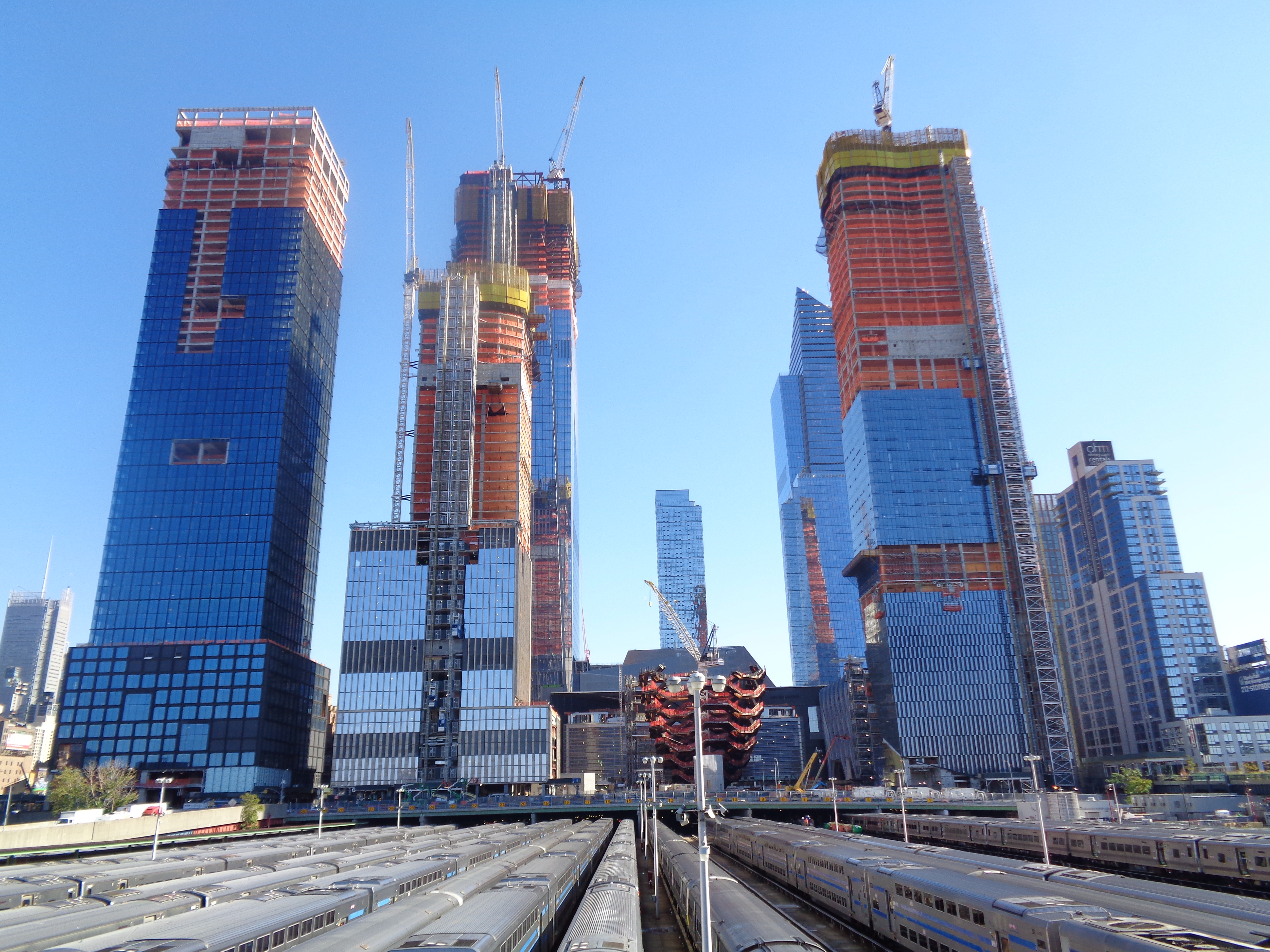
Die Hudson Yards (Eastern Yard) am 31. Oktober 2017, von der „High Line“ aus gesehen

### Hudson Yards
Das größte der durch die Umwidmung ermöglichten Projekte ist der gleichnamige Hudson Yards-Komplex mit Mehrfachnutzung, der in zwei Bauphasen errichtet und nach Fertigstellung bis zu 12 Wolkenkratzer umfassen soll. Das 7,7 ha große Kernstück des von The Related Companies und Oxford Properties entworfenen Projekts umfasst das Gebiet zwischen West 30th und 34th Street und zwischen Tenth und Eleventh Avenue. Als erste Bauphase wurde er zum großen Teil auf einer Plattform über dem West Side Rail Yard errichtet. Die Bauarbeiten des ersten Abschnitts begannen 2012 und wurden 2022 abgeschlossen. Der zweite 5,3 ha große Abschnitt soll bis 2030 errichtet werden.
Der erste Bauphase besteht aus den sechs Wolkenkratzern:
- 10 Hudson Yards: 268 m, Bürogebäude. 2016 fertiggestellt.[9]
- 15 Hudson Yards: 279 m, eröffnet. Wohnungen. Wurde 2019 fertiggestellt. Bauliche Einheit mit dem Kulturzentrum The Shed, eröffnet im April 2019.[10]
- 30 Hudson Yards: 387 m, Bürogebäude, Richtfest Ende 2018, wurde 2019 fertiggestellt.[11]
- 35 Hudson Yards: 308 m. Hotel und Wohnungen, 2019 fertiggestellt.[12]
- 50 Hudson Yards: 308 m, Bürogebäude, 2022 fertiggestellt.[13]
- 55 Hudson Yards: 237 m, 2019 fertiggestellt.[14]

### Manhattan West

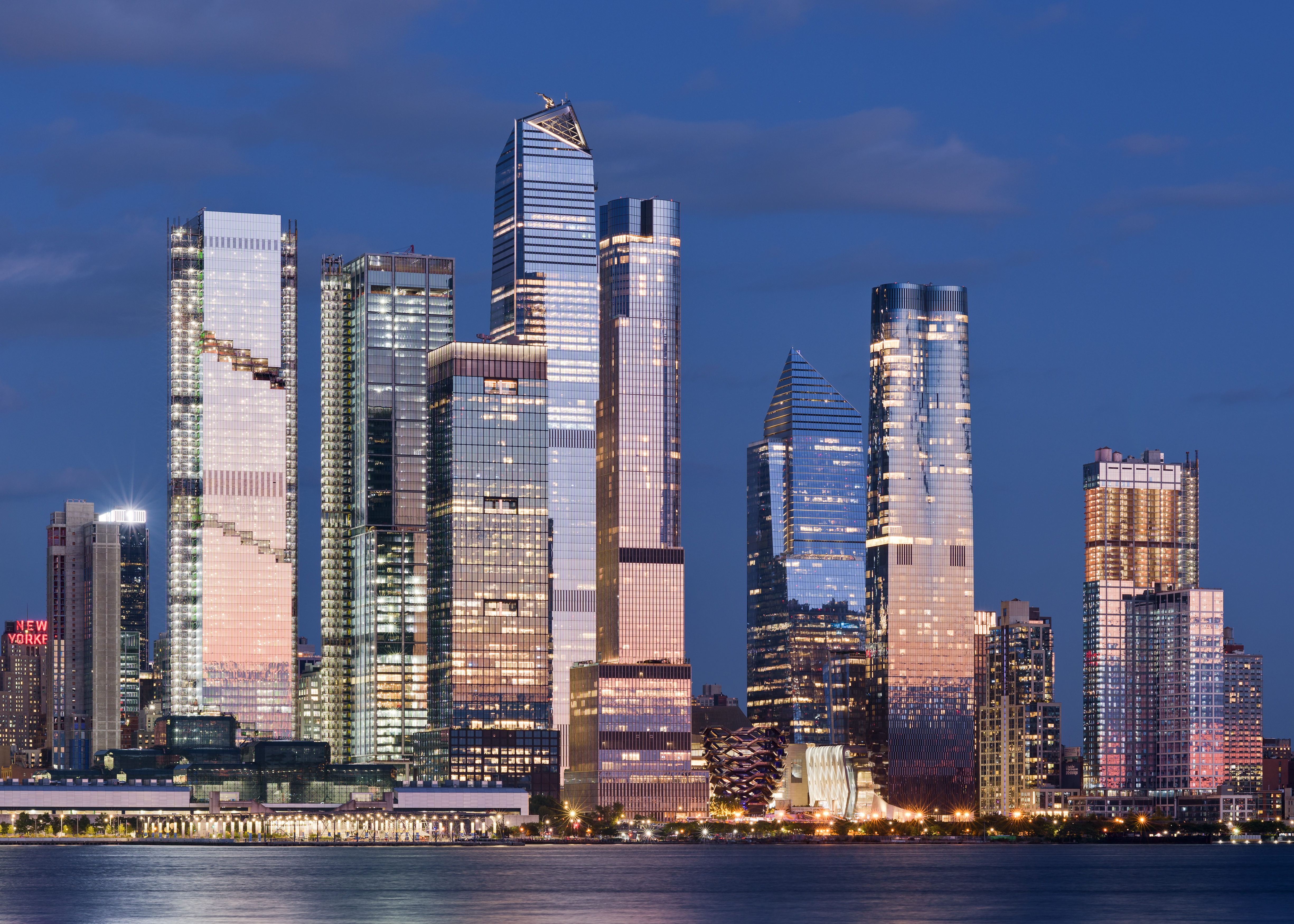
Hudson Yards im September 2021

Östlich vom Hudson Yards Komplex anschließend befindet sich über der Einfahrt der Pennsylvania Station der Manhattan West Complex. Er umfasst drei Wolkenkratzer, ein Hotel, zwei integrierte Bürogebäude und eine öffentliche Plaza:
- One Manhattan West: 303 m, Bürogebäude
- Two Manhattan West: 285 m, Bürogebäude
- The Eugene: 223 m, Wohngebäude
- Pendry Manhattan West, Hotel
- Five Manhattan West, Bürogebäude
- The Lofts, Bürogebäude

### Weitere Bauprojekte
Weitere Wolkenkratzer liegen nördlich der beiden Überbauungen:

#### Fertiggestellt
- The Spiral: sollte einst mit 549 m höchstes Gebäude der Stadt werden. 2016 wurden die Planungen in ein 314 m hohes Bürogebäude geändert, welches mit kaskadierenden Terrassen und hängenden Gärten eine beeindruckende Spirale bildet,[16] es wurde 2022 fertiggestellt.
- 555Ten, 186 m, Wohngebäude mit 598 Apartments, 2016 fertiggestellt, Lage im Nordosten des Viertels.
- The Set, 179 m, Wohngebäude, 2022 fertiggestellt.

#### Im Bau oder Geplant
- 70 Hudson Yards: 219 m, Bürogebäude, seit Juni 2025 im Bau.
- Hudson Rise: 219 m, in Planung. Hotel und Wohnungen.[17]
- 3 Hudson Boulevard, 287 m, Bürogebäude, Baubeginn 2017, anschließend Baustopp, Fertigstellung unbekannt.
- The Avenir, 239 m, in Planung, gemischte Nutzung, Casino und Hotel, an der 11th Avenue zwischen 40th und 41st Street.

Östlich der Pennsylvania Station außerhalb von Hudson Yards ist mit PENN 15 an Stelle des Hotels Pennsylvania ein neues markantes Bürogebäude vorgesehen. Im Januar 2022 haben die Abrissarbeiten am Hotel begonnen.

### Pennsylvania Station
Die Penn Station erfährt eine umfangreiche Modernisierung. Als Ergänzung der bisherigen Pennsylvania Station wurde auf der anderen Seite der 8th Avenue im Jahr 2021 die Moynihan Train Hall als neuen Bahnhofsteil eröffnet. Sie nutzt einen Teil des ehemaligen Hauptpostgebäudes U.S. General Post Office und wurde nach dem US-Senator Daniel Patrick Moynihan (1927–2003) benannt, der in 1990ern die Idee zur Nutzung des Postgebäudes als Empfangshalle hatte.

### U-Bahn-Station 34th Street–Hudson Yards

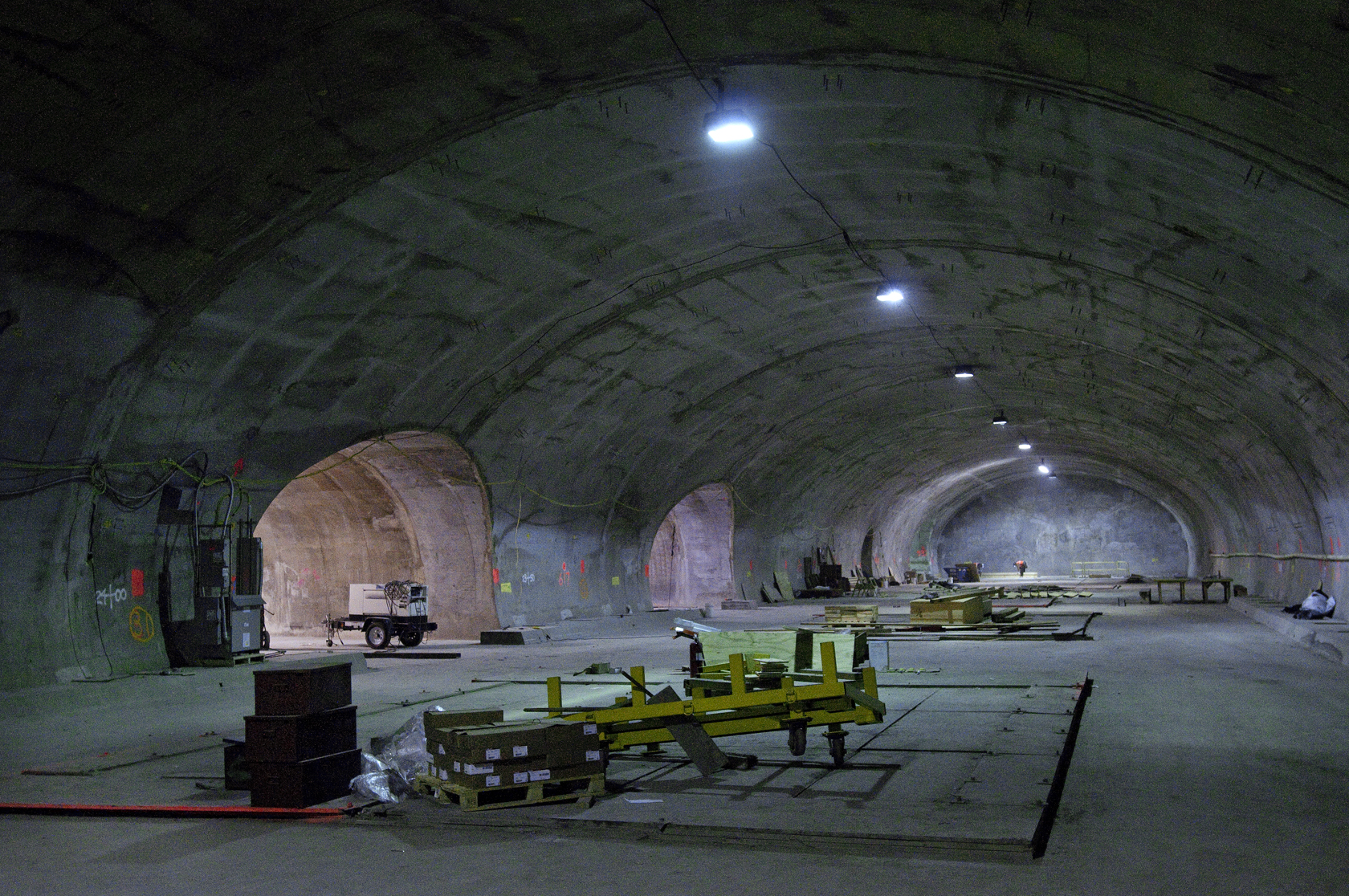
Der neue U-Bahn-Tunnel während der Bauarbeiten 2012

Karte der Hudson Yards und der 7 Subway Extension

Parallel zur übrigen Entwicklung des neuen Gebiets wurde im September 2015 die Verlängerung der IRT Flushing Line der New York City Subway in Richtung Hudson Yards eröffnet. Die Linien  wurden verlängert und so die Gegend direkt mit dem Grand Central Terminal, der East Side und Queens verbunden.
Entgegen der Planung aus dem Jahr 2007 wurde nur die Endstation 34th Street–Hudson Yards errichtet. Ein Zwischenbahnhof im Bereich 41st Street/10th Avenue wurde lediglich vorbereitet, indem an der vorgesehenen Stelle die beiden Tunnelröhren ohne Gefälle gebohrt wurden.
Die Verlängerung wurde nicht von der staatlichen Metropolitan Transportation Authority bezahlt, sondern als erste U-Bahn-Strecke nach 1950 wieder von der Stadt selbst. Dazu nutzte sie in öffentlich-privater Partnerschaft die mit Steuerzuwachsdarlehen (Tax Increment Financing) ausgestattete Hudson Yards Infrastructure Corporation. Dies trug dazu bei, dass die Strecke neun Jahre nach Beginn der Planung in Betrieb gehen konnte, was für New Yorker Verhältnisse bemerkenswert schnell war.

## Überbauung der Gleisharfe

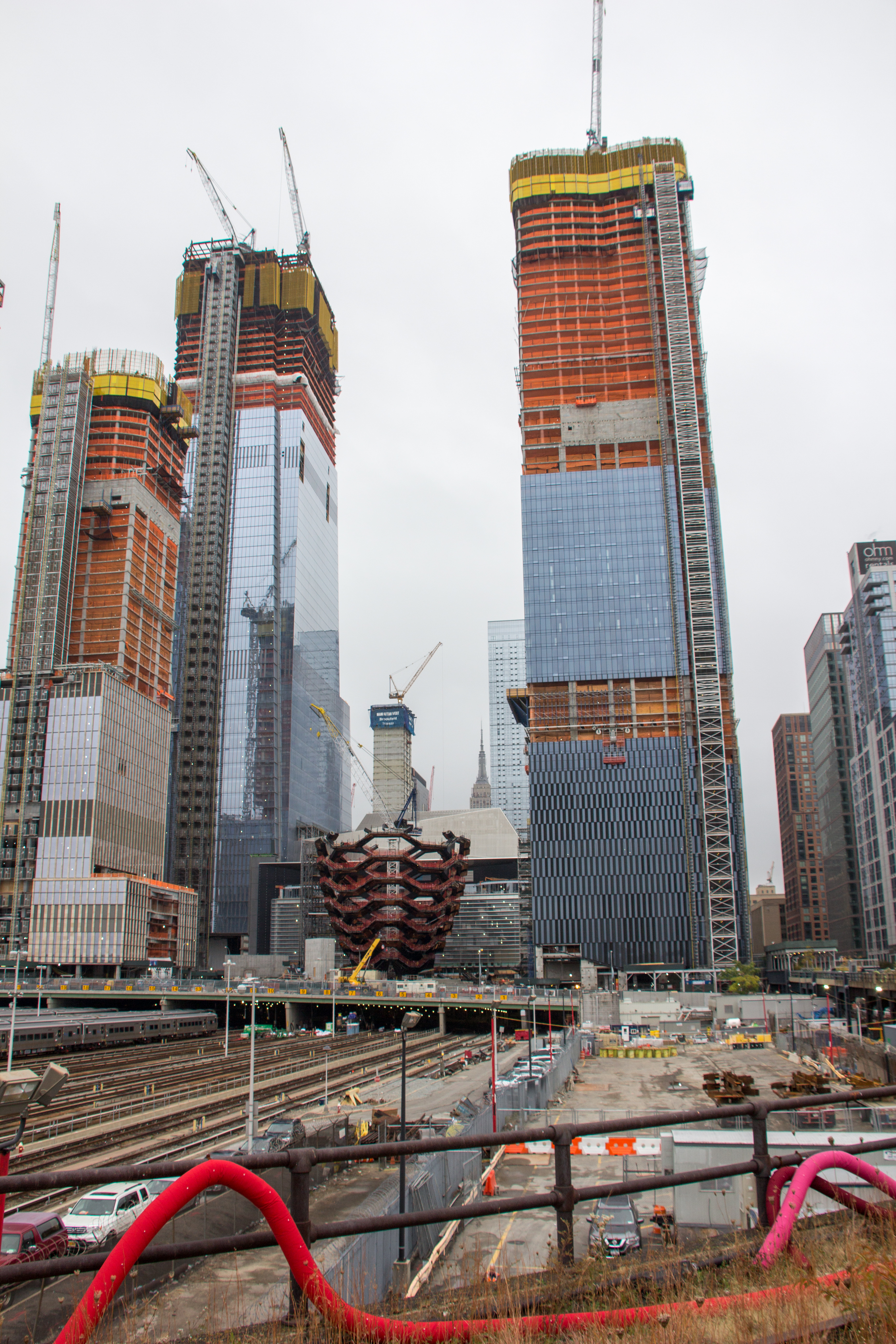
Überbauung der Abstellgleise sowie die begehbare, nach oben breiter werdende Struktur „Vessel“ im November 2017

Das Gelände der Hudson Yards wird von 30 Abstellgleisen genutzt, auf denen tagsüber Pendlerzüge abgestellt werden, welche die Penn Station bedienen, den meistgenutzten Bahnhof der Vereinigten Staaten. Die Gleise müssen weiterhin und auch während der gesamten Bauzeit in Betrieb bleiben.
Dazu wird die Gleisharfe mit einer Plattform überdeckt, die auf rund 300 Stützen stehen wird, die zwischen den Gleisen bis zum massiven Gestein hinabgetrieben werden. Am östlichen Ende der Plattform, wo die Zufahrtsgleise zusammenlaufen, wird eine Brückenkonstruktion die Plattform und deren Bebauung abfangen.
Teil der Überbauung ist die Konstruktion Vessel, ein ca. 46 m hoher, von Thomas Heatherwick entworfener Aussichtsturm, der nur aus Treppen und Plattformen besteht. Das Bauwerk wurde im Dezember 2017 fertiggestellt und am 15. März 2019 eröffnet. Seit Juli 2021 wurde es nach vier Suizidfällen bis auf weiteres geschlossen.
Weil die Bauarbeiten im laufenden Betrieb der Bahnlinie stattfinden müssen, ist die Projektsteuerung von besonderer Bedeutung. Zu jedem Zeitpunkt können nur vier Abstellgleise gleichzeitig gesperrt werden; die Zufahrtsgleise können nur an Wochenenden und nur kurzzeitig für den Betrieb geschlossen werden.
Das Hudson Yards Projekt ist zwar das größte derartige Bauprojekt; die Technik wurde aber in New York schon in den 1960er Jahren angewendet. Die Park Avenue steht zu großen Teilen über den Gleisen der Grand Central Station.